# Ngenaar
Ngenaar (o Ngenar) fou una regió del Futa, a la vora del riu Senegal, a l'est de la regió, entre Bosseya, a l'oest i Damga, a l'est.
El 1859 fou incorporada a la colònia del Senegal.